# Tordinci
Tordinci è un comune della Croazia di 2 251 abitanti della Regione di Vukovar e della Sirmia.